# Тулие
Ту̀лие (на италиански: Tuglie) е градче и община в Южна Италия, провинция Лече, регион Пулия. Разположено е на 74 m надморска височина. Населението на общината е 5292 души (към 2011 г.).